# 島崎保久
島崎 保久（しまざき やすひさ、1945年 - ）は、東京都在住の作家・ジャーナリスト・編集者。ワークショップエンターテイナー島崎直也は次男。

## 人物・来歴
三重県熊野市に生まれる。三重県立木本高等学校を経て学習院大学に入学。
在学中は冒険部に所属する。その間、馬に乗っての日本縦断にチャレンジするため1年間休学。体験を『2600キロ・猛烈乗馬旅行記』として発表した。卒業後も海外無銭旅行に出かけ中近東・アフリカ・ヨーロッパなど23か国をヒッチハイク。帰国後は小学館に勤務の後、フリーのジャーナリストとして活動する。
1984年、島崎原作の『馬のゴン太旅日記』（版画と文：関屋敏隆、小学館）が出版され、同作で第7回『絵本にっぽん賞』を受賞。
1985年、『馬のゴン太の背にゆられ やったぜ!日本縦断2600キロ』（絵：関屋敏隆、小学館）を発表し同作は1987年に『あいつに恋して』（監督：新城卓・主演：風見しんご、森高千里）として映画化された。
編集プロダクション夢組を主宰。小学館CODEXゼネラルプロデューサーに就任。
2018年、『馬のゴン太の大冒険』（絵：Lara、小学館）を発表。
34年ぶりに馬のゴン太の世界を描き、萩本欽一ら著名人に絶賛された。

## 馬のゴン太旅日記
島崎が学習院大学在学中に行った馬旅行を絵本にしたもの。
誰もやった事がない馬での日本縦断を決意した島崎は炭鉱でのアルバイトやカンパなどで集めたお金を元に北海道へ行き道産子『ゴン太』に出逢う。鹿児島を目指して出発するが乗馬経験のない島崎はゴン太と悪戦苦闘。逃げ出されてしまう事もあったという。だが旅を続ける中で人間と馬という関係を越えた友情が芽生え目的地の鹿児島へ到着する。
絵本をさらに詳細に描いた『馬のゴン太の背にゆられ やったぜ!日本縦断2600キロ』もヒットし映画『あいつに恋して』が制作された。のちに小栗旬の事務所トライストーン・エンタテイメントを創立する山本又一朗が製作総指揮をつとめるなど、豪華なスタッフであったが、内容を恋愛ものに変更したため、興行的には振るわなかった。

## エピソード
- 日本縦断旅行で鹿児島に到着した後は、鹿児島大学の教授がゴン太を引き取りたいと申し出、ゴン太は鹿児島に。島崎は休学していた大学に戻った。再会を願っていたもののゴン太は亡くなってしまう。ゴン太の遺骨は半分引き取っていたが数十年後、鹿児島大学に残るゴン太の骨を引き取りに行く。この様子は『1億人の大質問!?笑ってコラえて!』（日本テレビ系列）で紹介された。
- ゴン太の墓は島崎の故郷である三重県熊野市にあり、本を読んだファンが時折訪れている。
- 『馬のゴン太旅日記』は第31回コンクール（1985年度）高学年課題図書に指定された。[4]

## 交友関係
- 萩本欽一・三國連太郎・武田鉄矢・和田アキ子・池田満寿夫等、芸能人・著名人との親交も深く多くの出版物を編集・刊行している。
- 占い師、栗原すみ子を「新宿の母」とメディアに最初に紹介したのは島崎である。当時、島崎の担当した雑誌記事で栗原を「新宿の母」と書いたのが始まりとなり、以降メディアがこぞってこれを用い定着した。現在、「銀座の母」や「大泉の母」など「○○の母」という占い師は多くいるが「新宿の母」がその元祖といえる。

## 受賞
- 第7回絵本にっぽん賞受賞
- 全国学校図書館協議会選定「よい絵本」

## 主な作品
- ドンキー野郎馬で行く（1968年 ルック社）
- 日本駄馬旅行（1968年 ルック社）
- 馬のゴン太旅日記（原作：島崎、版画と文：関屋敏隆、1984年 小学館 ISBN 4097270095）
- 馬のゴン太の背にゆられ…やったぜ!日本縦断2600キロ（作：島崎、絵：関屋敏隆、1985年 小学館 ISBN 4092900112）
- 馬のゴン太の背にゆられ…やったぜ!日本縦断2600キロ（コンパクト版 1987年 小学館 ISBN 4092300018）
- 馬のゴン太の大冒険（著：島崎保久、絵：Lara 2018年 小学館 ISBN 9784092897663）